# Orange Walk Town
Orange Walk Town és una ciutat de l'estat de Belize i la capital del Districte d'Orange Walk.

## Situació
La vila d'Orange Walk Town, tot i comptar amb poc més de 13.300 habitants, està entre les cinc més grans del país. Situada al nord, a uns 53 km de Belize City.

## Història
La zona va tenir una gran activitat humana a l'època dels maies, conservant-ne moltes ruïnes i temples. El segle xix va rebre un increment demogràfic per l'arribada de mestissos refugiats que fugien de les guerres mexicanes. La població actual està composta de mestissos, criolls, mennonites i asiàtics.

## Economia
Els mestissos van aportar a la regió el cultiu de la canya de sucre, que n'és la principal activitat industrial. L'economia de la ciutat es basa també en l'interès del turisme pels atractius de la zona.